# Liste der Naturdenkmäler im Bezirk Neunkirchen
Die Liste der Naturdenkmäler im Bezirk Neunkirchen enthält die  Naturdenkmäler im Bezirk Neunkirchen.

## Naturdenkmäler
| Foto |                 | Name                                                                                      | ID      | Standort                                                                           | Beschreibung | Fläche | Datum      |
| ---- | --------------- | ----------------------------------------------------------------------------------------- | ------- | ---------------------------------------------------------------------------------- | --- | ------ | ---------- |
| 0 BW | Datei hochladen | 2 Sommerlinden                                                                            | NK-099  | Aspang-Markt KG: Aspang GrStNr: 273 Standort                                       | |        | 22.05.1954 |
| 0 BW | Datei hochladen | 1 Fichte                                                                                  | NK-183  | Aspangberg-St. Peter KG: Großes Amt GrStNr: 1090/1 Standort                        | |        | 05.09.1994 |
| 0 BW | Datei hochladen | 1 Stieleiche                                                                              | NK-075  | Aspangberg-St. Peter KG: Großes Amt GrStNr: 399/1 (alt:395/1) Standort             | |        |            |
| 0 BW | Datei hochladen | 1 Fichte                                                                                  | NK-138  | Aspangberg-St. Peter KG: Neustift am Alpenwald GrStNr: 2/2 Standort                | Anmerkung: Grundstücksgenau |        | 15.04.1977 |
| 1    | Datei hochladen | 1 Linde beim Kochhof                                                                      | NK-142  | Breitenstein KG: Breitenstein GrStNr: 615/63 Standort                              | Die Linde beim Kochhof wurde 1976 im geschätzten Alter von 60 Jahren unter Schutz gestellt. Ihre Höhe betrug zu diesem Zeitpunkt 16 m. Aktuell hat der Baum ein Alter von rund 105 Jahren. |        | 24.02.1976 |
| 1    | Datei hochladen | 1 Rotbuche                                                                                | NK-097  | Breitenstein KG: Breitenstein GrStNr: 51/10 Standort                               | |        | 20.08.1953 |
| 1    | Datei hochladen | Zwillings-Nutka-Scheinzypresse                                                            | NK-134  | Breitenstein KG: Breitenstein GrStNr: 1002/2 Standort                              | Die ca. 155 Jahre alte Zwillings-Nutka-Scheinzypresse wurde auf Grund ihres Aussehens, ihrer Eigenart und Seltenheit geschützt.Anmerkung: lt. FläWi auf Nebengrundstück 1036/1 |        | 29.03.1973 |
| 1    | Datei hochladen | 1 Traubeneiche                                                                            | NK-129  | Bürg-Vöstenhof KG: Vöstenhof GrStNr: 380/1 Standort                                | Der Baum hatte im Jahre 2015 einen Umfang von 4,40 m in Brusthöhe gemessen. |        | 30.09.1966 |
| 0 BW | Datei hochladen | Hengstbergleitenschacht                                                                   | NK-141  | Bürg-Vöstenhof KG: Vöstenhof GrStNr: 12/1 Standort                                 | Die Hengstbergleitenschacht (Katasternummer 1854/71, auch Hengstleitenschacht) ist eine 222 m lange und 76 m tiefe Höhle im Wettersteinkalk. |        | 05.12.1977 |
| 0 BW | Datei hochladen | 1 Linde                                                                                   | NK-003  | Feistritz am Wechsel KG: Feistritz GrStNr: 731 Standort                            | |        |            |
| 0    | Datei hochladen | Linde                                                                                     | NK-135  | Feistritz am Wechsel KG: Feistritz GrStNr: 1404/1                                  | |        | 28.07.1976 |
| 0 BW | Datei hochladen | Park bei der Burg Feistritz                                                               | NK-119  | Feistritz am Wechsel KG: Feistritz GrStNr: 722; 725/3 Standort                     | |        | 28.03.1958 |
| 0 BW | Datei hochladen | 1 Schwarzkiefer                                                                           | NK-070  | Gloggnitz KG: Eichberg GrStNr: 336 Standort                                        | |        |            |
| 1    | Datei hochladen | 2 Eiben                                                                                   | NK-028  | Gloggnitz KG: Gloggnitz GrStNr: 2/1 Standort                                       | |        | 31.12.1931 |
| 1    | Datei hochladen | 2 Mammutbäume                                                                             | NK-139  | Gloggnitz KG: Gloggnitz GrStNr: 2/1 Standort                                       | |        | 07.03.1978 |
| 1    | Datei hochladen | Eibenhain im Schlosspark Gloggnitz                                                        | NK-172  | Gloggnitz KG: Gloggnitz GrStNr: 2/1 Standort                                       | |        | 17.03.1986 |
| 1    | Datei hochladen | Felsgebilde „Johannesfelsen-Forellenstein“                                                | NK-008  | Gloggnitz KG: Gloggnitz GrStNr: 7 Standort                                         | |        |            |
| 1    | Datei hochladen | 1 Edelkastanie                                                                            | NK-041  | Gloggnitz KG: Graben GrStNr: 67/2 Standort                                         | Die Kastanie hatte im Jahre 2015 einen Umfang von 7,60 m in Brusthöhe gemessen.Anmerkung: Objektvermutung |        | 26.01.1934 |
| 1    | Datei hochladen | Geschlitztblättrige Buche (Fagus sylvatica laciniata)                                     | NK-179  | Gloggnitz KG: Stuppach GrStNr: 1084/3 Standort                                     | |        | 16.07.1991 |
| 1    | Datei hochladen | Gloggnitzer Auwald                                                                        | NK-154  | Gloggnitz KG: Stuppach GrStNr: 1090/1 Standort                                     | |        | 15.04.1980 |
| 1    | Datei hochladen | 1 Rotföhre                                                                                | NK-157  | Grafenbach-St. Valentin KG: Grafenbach GrStNr: 362 Standort                        | |        | 30.11.1982 |
| 0 BW | Datei hochladen | artenreiche Magerwiese                                                                    | NK-187  | Grafenbach-St. Valentin KG: Grafenbach GrStNr: 448/1 Standort                      | |        | 28.08.2002 |
| 1    | Datei hochladen | Hippuritenkalkriff                                                                        | NK-120  | Grünbach am Schneeberg KG: Grünbach am Schneeberg GrStNr: 390; 389; 355/1 Standort | Das Muschelriff stammt aus der Kreidezeit und war zum Zeitpunkt der Erklärung zum Naturdenkmal das einzige seiner Art in Niederösterreich. Das Riff wird zur Gänze aus den Überresten von Muscheln der Familie der Rudisten gebildet, genauer aus den beiden Gattungen der Radiolitidae und Hippuritidae. Die fehlende Oberflächen- und Tiefenkorrosion machen dieses Riff zu einem bedeutenden wissenschaftlichen Exemplar. |        | 29.12.1958 |
| 1    | Datei hochladen | 1 Winterlinde                                                                             | NK-002  | Kirchberg am Wechsel KG: Kirchberg am Wechsel GrStNr: .51 (alt: 51) Standort       | Anmerkung: Auf Gst .74/2 (daneben wäre Gst .51) |        |            |
| 0    |                 | Hermannshöhle bei Kirchberg am Wechsel                                                    | NK-H-20 | Kirchberg am Wechsel KG: Ofenbach GrStNr: 18/1;18/2                                | |        | 03.06.1931 |
| 1    | Datei hochladen | Hermannshöhle                                                                             | NK-088  | Kirchberg am Wechsel KG: Ofenbach GrStNr: 18/1; 18/2 Standort                      | → Hauptartikel : Hermannshöhle (Niederösterreich) f1 |        | 03.06.1931 |
| 1    | Datei hochladen | 1 Fichte                                                                                  | NK-044  | Mönichkirchen KG: Mönichkirchen GrStNr: 532 Standort                               | |        | 22.05.1936 |
| 1    | Datei hochladen | 1 Stieleiche                                                                              | NK-169  | Natschbach-Loipersbach KG: Loipersbach GrStNr: 488/1 Standort                      | |        | 24.07.1984 |
| 1    | Datei hochladen | 1 Eibe                                                                                    | NK-077  | Neunkirchen KG: Neunkirchen GrStNr: 57 Standort                                    | |        | 28.06.1942 |
| 1    | Datei hochladen | 1 Platane                                                                                 | NK-145  | Neunkirchen KG: Neunkirchen GrStNr: 1037 (alt: 286) Standort                       | |        | 07.06.1979 |
| 1    | Datei hochladen | Baumgruppen im Vetsera-Park (1 Douglastanne, 1 Mammutbaum, 1 Thuje)                       | NK-148  | Payerbach KG: Küb; Schmidsdorf GrStNr: 168/3 – 248/5 Standort                      | |        | 09.10.1979 |
| 1    | Datei hochladen | 1 Rotbuche                                                                                | NK-126  | Payerbach KG: Kreuzberg GrStNr: 348/1 Standort                                     | |        | 18.05.1965 |
| 1    | Datei hochladen | 1 Mammutbaum                                                                              | NK-081  | Payerbach KG: Payerbach GrStNr: 515 Standort                                       | |        | 22.09.1998 |
| 1    | Datei hochladen | 1 Sequoye                                                                                 | NK-112  | Payerbach KG: Payerbach GrStNr: 528/1 Standort                                     | Der Mammutbaum in der Gemeinde Payerbach wurde 1957 unter Schutz gestellt. Der Stammdurchmesser betrug zu diesem Zeitpunkt 3,40 m. Sein Alter beträgt aktuell rund 225 Jahre. |        | 27.03.1957 |
| 0 BW | Datei hochladen | Feuchtwiese „Akeleiwiese“                                                                 | NK-181  | Prigglitz KG: Prigglitz GrStNr: 1401/2 Standort                                    | |        | 10.12.1992 |
| 1    | Datei hochladen | Kleewiese am Gahns                                                                        | NK-182  | Prigglitz KG: Prigglitz GrStNr: 1376/1 Standort                                    | |        | 15.12.1993 |
| 1    | Datei hochladen | Wasserfall „Sebastianfall“                                                                | NK-107  | Puchberg am Schneeberg KG: Puchberg am Schneeberg GrStNr: 303; 177/9 Standort      | → Hauptartikel : Fadengraben f1 |        | 21.12.1956 |
| 0 BW | Datei hochladen | 1 Schwarzföhre                                                                            | NK-110  | Puchberg am Schneeberg KG: Rohrbachgraben GrStNr: 480 Standort                     | |        | 25.02.1957 |
| 1    | Datei hochladen | Baumgruppe bestehend aus 4 Weißkiefern                                                    | NK-178  | Reichenau an der Rax KG: Grünsting GrStNr: 124/1 Standort                          | |        | 18.07.1991 |
| 1    | Datei hochladen | Felswand bei der Hochstegbrücke am rechten Ufer der Schwarza                              | NK-168  | Reichenau an der Rax KG: Klein- und Großau GrStNr: 952/5 Standort                  | |        | 14.09.1984 |
| 1    | Datei hochladen | Koniferenbaumgruppe (2 echte Wacholder, 4 Riesenlebensbäume davon 1 Zwiesel, 2 Sadebäume) | NK-186  | Reichenau an der Rax KG: Klein- und Großau GrStNr: 739/3 (alt: 73983) Standort     | |        | 27.09.2000 |
| 1    | Datei hochladen | Bertaquelle                                                                               | NK-189  | Reichenau an der Rax KG: Prein GrStNr: 528/6 Standort                              | |        | 14.11.2013 |
| 1    | Datei hochladen | Sumpfwiese bei der Kletschka-Höhe                                                         | NK-177  | Reichenau an der Rax KG: Reichenau GrStNr: 8; 9; 10 Standort                       | |        | 07.01.1988 |
| 1    | Datei hochladen | Kletschkahöhe                                                                             | NK-140  | Reichenau an der Rax KG: Grünsting GrStNr: 268/2 Standort                          | |        | 05.12.1977 |
| 1    | Datei hochladen | Augenbrünnl                                                                               | NK-130  | Reichenau an der Rax KG: Hirschwang GrStNr: 264 Standort                           | |        | 18.03.1968 |
| 1    | Datei hochladen | 1 Efeubaum                                                                                | NK-132  | Reichenau an der Rax KG: Reichenau GrStNr: 389 Standort                            | |        | 02.06.1970 |
| 0    |                 | Raxeishöhle                                                                               | NK-H-29 | Reichenau an der Rax KG: Klein- und Großau GrStNr: 925/1                           | |        | 16.12.1966 |
| 0 BW | Datei hochladen | 1 Blutbuche                                                                               | NK-053  | Scheiblingkirchen-Thernberg KG: Thernberg GrStNr: 746 Standort                     | |        |            |
| 0 BW | Datei hochladen | 1 Eibe                                                                                    | NK-063  | Schrattenbach KG: Schrattenbach GrStNr: 167/1 Standort                             | |        | 05.04.1941 |
| 0 BW | Datei hochladen | 1 Eibe                                                                                    | NK-023  | Schrattenbach KG: Schrattenbach GrStNr: 394/1 Standort                             | |        | 29.03.1931 |
| 0 BW | Datei hochladen | 1 Sommerlinde                                                                             | NK-058  | Schwarzau im Gebirge KG: Schwarzau im Gebirge GrStNr: 517 Standort                 | Mächtige freistehende Sommerlinde; benachbart ein weiterer, jüngerer Baum |        | 22.02.1989 |
| 0 BW | Datei hochladen | 1 Tanne                                                                                   | NK-037  | Schwarzau im Gebirge KG: Schwarzau im Gebirge GrStNr: 900/1 Standort               | |        | 31.12.1932 |
| 0 BW | Datei hochladen | 2 Tannen                                                                                  | NK-006  | Schwarzau im Gebirge KG: Schwarzau im Gebirge GrStNr: 1013/1 (alt: 1013) Standort  | |        | 19.11.2009 |
| 0    | Datei hochladen | 1 Lärche                                                                                  | NK-036  | Schwarzau im Gebirge KG: Schwarzau im Gebirge GrStNr: 1016/1                       | |        | 11919      |
| 1    | Datei hochladen | 1 abendländische Platane                                                                  | NK-165  | Seebenstein KG: Seebenstein GrStNr: 469/1 Standort                                 | Anmerkung: Drei Objekte im Fläwi (vgl. Objekt NK-161) |        | 01.09.1983 |
| 1    | Datei hochladen | 1 abendländische Platane                                                                  | NK-161  | Seebenstein KG: Seebenstein GrStNr: 469/1 Standort                                 | Anmerkung: Drei Objekte im Fläwi (vgl. Objekt NK-165) |        | 01.09.1983 |
| 0 BW | Datei hochladen | 1 Efeustock                                                                               | NK-160  | Seebenstein KG: Seebenstein GrStNr: 67 Standort                                    | Anmerkung: eher auf .67 |        | 14.12.1982 |
| 1    | Datei hochladen | 1 Schwarzkiefer                                                                           | NK-164  | Seebenstein KG: Seebenstein GrStNr: 779/1 (alt: 779) Standort                      | |        | 14.07.1984 |
| 1    | Datei hochladen | 19 Eichen und 1 Weißkiefer                                                                | NK-149  | Seebenstein KG: Seebenstein GrStNr: 188 Standort                                   | |        | 25.06.1979 |
| 1    | Datei hochladen | 1 Bergahorn (Bildbaum)                                                                    | NK-180  | Semmering KG: Kurort Semmering GrStNr: 786/16 Standort                             | Bildbaum: am Stamm sind mehrere Bilder angebracht |        | 11.04.1991 |
| 0 BW | Datei hochladen | 1 Fichte                                                                                  | NK-173  | Semmering KG: Kurort Semmering GrStNr: 744/130 Standort                            | |        | 11.04.1986 |
| 0 BW | Datei hochladen | 1 Traubeneiche                                                                            | NK-001  | St. Egyden am Steinfeld KG: Saubersdorf GrStNr: 1774/1 Standort                    | |        | 08.05.1972 |
| 0 BW | Datei hochladen | 1 Speierling                                                                              | NK-185  | St. Egyden am Steinfeld KG: Saubersdorf GrStNr: 1870 Standort                      | Anmerkung: Objektvermutung, Grundstücksgenau |        | 14.06.1999 |
| 1    | Datei hochladen | Peterwald                                                                                 | NK-144  | Ternitz KG: Dunkelstein GrStNr: 31/1; 31/2; 31/3; 31/9; 753/1; 753/2 Standort      | |        | 01.07.1942 |
| 1    | Datei hochladen | 1 Schwarzföhre                                                                            | NK-067  | Ternitz KG: Flatz GrStNr: 1417 Standort                                            | |        |            |
| 1    | Datei hochladen | Naturhöhle „Warme Lucken“                                                                 | NK-106  | Ternitz KG: Sieding GrStNr: 1320/1 Standort                                        | Die Warme Lucke (Katasternummer 1861/22) ist eine 62 m lange Höhle im Gutensteiner Dolomit. |        | 24.05.1956 |
| 1    | Datei hochladen | 1 Rosskastanie                                                                            | NK-170  | Ternitz KG: St. Johann am Steinfelde GrStNr: 1315 Standort                         | |        | 22.07.1985 |
| 1    | Datei hochladen | Schwarzföhren                                                                             | NK-122  | Ternitz KG: St. Johann am Steinfelde GrStNr: 212 Standort                          | |        | 03.12.1958 |
| 0 BW | Datei hochladen | 1 Weißdornbaum                                                                            | NK-057  | Thomasberg KG: Thomasberg GrStNr: 1228/3 Standort                                  | |        |            |
| 0 BW | Datei hochladen | Moorwiese                                                                                 | NK-188  | Trattenbach KG: Trattenbach GrStNr: 1870/1 Standort                                | |        | 28.08.2002 |
| 0 BW | Datei hochladen | 1 Linde                                                                                   | NK-035  | Warth KG: Haßbach GrStNr: 138/1 Standort                                           | Anmerkung: Objektvermutung, Grundstücksgenau lt. Land NÖ |        | 01.03.1932 |
| 0 BW | Datei hochladen | 1 Weißkiefer                                                                              | NK-030  | Warth KG: Haßbach GrStNr: 138/1 Standort                                           | Anmerkung: Objektvermutung, Grundstücksgenau lt. Land NÖ |        | 10.02.1932 |
| 0 BW | Datei hochladen | Baumgruppe Linden                                                                         | NK-021  | Warth KG: Haßbach GrStNr: 177 Standort                                             | |        | 13.11.2012 |
| 0 BW | Datei hochladen | 1 Sommerlinde                                                                             | NK-069  | Warth KG: Kirchau GrStNr: 61/2 Standort                                            | |        |            |
| 0 BW | Datei hochladen | 3 Ilexbäume                                                                               | NK-020  | Warth KG: Steyersberg GrStNr: .1 Standort                                          | |        | 18.01.1930 |
| 0 BW | Datei hochladen | Tropfsteinhöhle                                                                           | NK-123  | Warth KG: Warth GrStNr: 376; 377/1 Standort                                        | Die Tropfsteinhöhle Reintaltropfsteinkluft (Katasternummer 2872/9) ist eine 183 m lange Höhle im Triaskalk eines aufgelassenen Steinbruchs, die beiden Eingänge wurden durch den Steinbruch angeschnitten. Stark beschädigter Tropfsteinschmuck. Die Höhle ist von zoologischer Bedeutung. |        | 13.08.1959 |
| 0 BW | Datei hochladen | 1 Quarzblock                                                                              | NK-118  | Wartmannstetten KG: Hafning GrStNr: 217/13 Standort                                | Anmerkung: Grundstücksgenau |        | 23.01.1958 |
| 0 BW | Datei hochladen | Niedermoor                                                                                | NK-184  | Wartmannstetten KG: Hafning GrStNr: 218/7; 218/8 Standort                          | |        | 03.11.1998 |
| 1    | Datei hochladen | 3 Schwarzföhren                                                                           | NK-095  | Würflach KG: Würflach GrStNr: 1648/2 Standort                                      | |        | 03.01.1952 |

## Ehemalige Naturdenkmäler
| Foto |                 | Name                                     | ID     | Standort | Beschreibung | Fläche | Datum      |
| ---- | --------------- | ---------------------------------------- | ------ | --- | --- | ------ | ---------- |
| 1    | Datei hochladen | Schlosspark                              | NK-124 | Aspang-Markt KG: Aspang-Markt GrStNr: 103/1; 103/2; 105; 108; 110/4; 117; 431/2 Standort                                                                         | |        | 03.01.1961 |
| 0    | Datei hochladen | 1 Sommerlinde                            | NK-076 | Aspangberg-St. Peter KG: Großes Amt GrStNr: 1165 | |        |            |
| 0    | Datei hochladen | 1 Sommerlinde                            | NK-117 | Breitenau KG: Breitenau GrStNr: 509/1 | |        | 21.08.1957 |
| 0    | Datei hochladen | 1 Fichte                                 | NK-153 | Breitenstein KG: Breitenstein GrStNr: 693/2 | |        | 17.03.1980 |
| 0    | Datei hochladen | Weymouthskiefern                         | NK-121 | Breitenstein KG: Breitenstein GrStNr: 208/4; 201/2 | |        | 09.12.1958 |
| 1    | Datei hochladen | 1 Edelkastanie                           | NK-064 | Buchbach KG: Buchbach GrStNr: 268 | |        |            |
| 0    | Datei hochladen | 1 Sommerlinde                            | NK-158 | Gloggnitz KG: Gloggnitz GrStNr: 34/1 | |        | 21.07.1982 |
| 0    | Datei hochladen | 1 Edelkastanie                           | NK-050 | Kirchberg am Wechsel KG: Kranichberg GrStNr: 481 | |        | 08.11.1937 |
| 0    | Datei hochladen | 2 Sommerlinden                           | NK-074 | Mönichkirchen KG: Mönichkirchen GrStNr: 678 | |        |            |
| 0    | Datei hochladen | 1 Esche                                  | NK-111 | Payerbach KG: Küb GrStNr: 138/1 | |        | 29.03.1957 |
| 0    | Datei hochladen | diverse Bäume                            | NK-125 | Payerbach KG: Schmidsdorf GrStNr: 260/35; 260/37; 260/50; 260/32; 260/14; 260/43; 258/2; 260/3; 260/4; 260/5; 260/6; 260/7; 260/8; 260/9; 260/19; 260/20; 260/62 | |        | 23.01.1962 |
| 0    | Datei hochladen | 1 Sommerlinde                            | NK-061 | Raach am Hochgebirge KG: Sonnleiten GrStNr: 418 | |        | 13.01.1941 |
| 1    | Datei hochladen | 1 Eibe                                   | NK-068 | Raach am Hochgebirge KG: Wartenstein GrStNr: 88/23 | |        | 01.06.1942 |
| 1    | Datei hochladen | 1 Rotbuche                               | NK-104 | Reichenau an der Rax KG: Reichenau GrStNr: 379 Standort | |        | 29.02.1956 |
| 0    | Datei hochladen | 6 Alpenrosensträucher                    | NK-115 | Reichenau an der Rax KG: Reichenau an der Rax GrStNr: 442/1 | |        | 22.07.1957 |
| 0    | Datei hochladen | 1 Eibe                                   | NK-038 | Schwarzau im Gebirge KG: Schwarzau im Gebirge GrStNr: 553/2 | |        | 30.12.1932 |
| 0    | Datei hochladen | 1 Lärche                                 | NK-036 | Schwarzau im Gebirge KG: Schwarzau im Gebirge GrStNr: 1016/1 | |        | 18.08.1932 |
| 0 BW | Datei hochladen | 1 Rotbuche beim sogenannten Hotterhüttel | NK-147 | Schwarzau im Gebirge KG: Schwarzau im Gebirge GrStNr: 1521/2 Standort                                                                                            | |        | 01.12.1978 |
| 0    | Datei hochladen | 1 Edelkastanie                           | NK-162 | Seebenstein KG: Seebenstein GrStNr: 469/1 | |        | 01.09.1983 |
| 0    | Datei hochladen | 1 Platane                                | NK-137 | Seebenstein KG: Seebenstein GrStNr: 321/35 | |        | 11.10.1976 |
| 0    | Datei hochladen | 1 Bergahorn                              | NK-152 | Semmering KG: Kurort Semmering GrStNr: 946/5 | |        | 28.10.1980 |
| 0    | Datei hochladen | 1 Blutbuche                              | NK-131 | Ternitz KG: Dunkelstein GrStNr: 259/2 | |        | 02.05.1968 |
| 0    | Datei hochladen | 1 Efeustock                              | NK-016 | Ternitz KG: Sieding GrStNr: .3 | |        | 18.01.1930 |
| 0    | Datei hochladen | Schlosspark in Ternitz                   | NK-151 | Ternitz KG: St. Johann am Steinfelde GrStNr: 88; 948; 949; 953/1; 1005                                                                                           | |        | 27.01.1981 |
| 0 BW | Datei hochladen | 1 Schwarzkiefer                          | NK-174 | Ternitz KG: Mahrersdorf GrStNr: 1078 Standort | Anmerkung: 2018 nicht mehr ausgewiesen. |        | 17.08.1987 |
| 0    | Datei hochladen | 1 Eibe                                   | NK-009 | Wimpassing im Schwarzatale KG: Wimpassing GrStNr: 165 | |        |            |
| 1    | Datei hochladen | Schwarzföhre (Pinus nigra austriaca)     | NK-022 | Bürg-Vöstenhof KG: Vöstenhof GrStNr: 524/1 Standort | Diese alte Kiefer wird „Der Vierbrüderbaum“ genannt. Der Baum hatte im Jahre 2015 einen Umfang von 6,90 m in Brusthöhe gemessen.Anmerkung: Der Baum ist nicht in noe.gv.at verzeichnet aber sowohl vor Ort als ND gekennzeichnet als auch im NÖ Atlas als ND verzeichnet. |        | 17.01.1930 |
| 0 BW | Datei hochladen | 1 Linde                                  | NK-042 | Edlitz KG: Edlitz GrStNr: .114/1 Standort | |        | 28.08.1935 |
| 1    | Datei hochladen | 6 Schwarzföhren                          | NK-049 | Grünbach am Schneeberg KG: Grünbach am Schneeberg GrStNr: 395 Standort                                                                                           | Die sechs Schwarzföhren stehen auf einem Felsenkogel oberhalb des Orts weithin sichtbar. 1937 wiesen die Bäume eine Höhe von 16 bis 19 Metern und einen Stammumfang zwischen 1,8 und 2,6 Metern auf.                                                                      |        | 20.04.1937 |
| 0 BW | Datei hochladen | 1 Blutbuche                              | NK-116 | Prigglitz KG: Prigglitz GrStNr: 374/2 Standort | |        | 06.08.1957 |
| 0    | Datei hochladen | 1 Schwarzföhre                           | NK-060 | Puchberg am Schneeberg KG: Stolzenwörth GrStNr: 738/2 | |        | 29.11.1940 |
| 0    | Datei hochladen | 1 Weißdornbaum                           | NK-052 | Puchberg am Schneeberg KG: Stolzenwörth GrStNr: 743/1 (alt: 743)                                                                                                 | |        | 10.11.1937 |
| 1    | Datei hochladen | Kastanien-Allee                          | NK-175 | Reichenau an der Rax KG: Reichenau GrStNr: 120/1 Standort | |        | 11.04.1988 |
| 1    | Datei hochladen | 1 Eiche                                  | NK-103 | Reichenau an der Rax KG: Reichenau GrStNr: 354/1 Standort | Die Sommereiche wurde 1956 unter Naturschutz gestellt und wird auf ein Alter von rund 450 Jahren geschätzt. |        | 29.02.1956 |
| 0 BW | Datei hochladen | 1 Christusdorn                           | NK-163 | Seebenstein KG: Seebenstein GrStNr: 469/10 Standort | Anmerkung: lt. FläWi auch auf Gst 469/1 |        | 10.08.1983 |
| 1    | Datei hochladen | 2 Rotbuchen                              | NK-166 | Seebenstein KG: Seebenstein GrStNr: 779/1 (alt: 779) Standort | |        | 14.07.1983 |
| 0 BW | Datei hochladen | 1 Winterlinde                            | NK-159 | St. Egyden am Steinfeld KG: Saubersdorf GrStNr: 1631/5 Standort                                                                                                  | |        | 24.05.1983 |

| Foto:                    | Fotografie des Naturdenkmals. Klicken des Fotos erzeugt eine vergrößerte Ansicht. Daneben finden sich zwei Symbole: \| Weitere Bilder vorhanden \| Das Symbol bedeutet, dass weitere Fotos des Objekts verfügbar sind. Durch Klicken des Symbols werden sie angezeigt. \| \| Eigenes Foto hochladen \| Durch Klicken des Symbols können weitere Fotos des Objekts in das Medienarchiv Wikimedia Commons hochgeladen werden. \| |
| Name:                    | Bezeichnung des Naturdenkmals laut offiziellen Quellen |
| ID                       | Identifikator |
| Standort:                | Es ist die Gemeinde und falls vorhanden die Adresse angegeben. Darunter sind die Katastralgemeinde (KG) und die Grundstücksnummer angeführt. Durch Aufruf des Links Standort wird die Lage des Denkmals in verschiedenen Kartenprojekten angezeigt. |
| Beschreibung             | Kurze Beschreibung des Naturdenkmals |
| Fläche                   | Fläche des Naturdenkmals in Hektar (ha) |
| Datum                    | Datum oder Jahr der Unterschutzstellung |
| Weitere Bilder vorhanden | Das Symbol bedeutet, dass weitere Fotos des Objekts verfügbar sind. Durch Klicken des Symbols werden sie angezeigt. |
| Eigenes Foto hochladen   | Durch Klicken des Symbols können weitere Fotos des Objekts in das Medienarchiv Wikimedia Commons hochgeladen werden. |